# Thunderstick
Thunderstick, pseudonimo di Barry Graham Purkis (Londra, 7 dicembre 1954), è un batterista britannico.
La caratteristica di questo batterista consisteva nel fatto che sul palco si esibiva mascherato, portando sul volto una guaina in pelle, dal sapore fortemente sadomaso, che ne nascondeva i lineamenti. Nel video del 1980 dei Samson, Biceps Of Steel, appare a volto scoperto nei panni del super roadie costretto a lottare contro le forze maligne che cercano di disturbare il concerto della band.

## Biografia
Purkis si unì al suo primo gruppo, chiamato In Nomine Patris, che ancora frequentava il liceo, nel 1972. Con questa band si esibì in alcuni piccoli eventi, prima di lasciarla nel 1973 e di trasferirsi in Sicilia, dove si unì al gruppo rock The Primitives. La band si esibì in svariate zone del sud Italia e registrò un singolo. Nel 1974 Purkis decise di tornare in Inghilterra, e lì divenne batterista del gruppo folk rock Archer, con il quale rimase per poco tempo, prima di fondare una sua propria band, gli Oz. Con gli Oz si esibì in svariati concerti, prima di unirsi ad una nuova band, i Mr. Zero. 
Con questo gruppo registrò una demo e suonò in varie esibizioni. Nel 1977 strinse amicizia con Steve Harris, bassista degli allora emergenti Iron Maiden, che si erano appena separati dal batterista Ron Matthews. Harris propose a Purkis di unirsi alla band, ed il batterista accettò, prendendo il posto di Matthews. Purkis si esibì con la band in un concerto, dopodiché decise di abbandonarla nell'estate dello stesso anno. In seguito all'esperienza con i Maiden, si unì prima ad un gruppo chiamato Sirens, poi ad un altro di nome Toltek 9 (in cui suonava l'ex chitarrista di Ian Gillan Bernie Tormé). 
Proprio durante l'attività con questa band, Purkis conobbe il chitarrista Paul Samson, leader dei Samson, che rimase stupito dall'abilità del giovane e gli chiese di unirsi alla sua band, prendendo il posto di Clive Burr (che, ironicamente, si unì agli Iron Maiden). Proprio a quel periodo risale la nascita del nome d'arte di Purkis Thunderstick, che iniziò ad esibirsi vestito in pelle e cuoio, portando una maschera sadomaso sul volto e rinchiuso in una gabbia, diventando in breve il simbolo dei Samson.
La band registrò il suo primo album, Survivors, nel 1979, ottenendo un buon successo. Nel 1980 entrò in essa il giovane ed abile cantante Bruce Dickinson, e la band registrò il suo classico Head On, che divenne uno dei simboli dell'ondata NWOBHM raggiungendo un grande successo. 
L'anno seguente la band registrò un altro album, Shock Tactics, che ottenne anch'esso un grande successo. A quel punto, però, Dickinson decise di abbandonare il gruppo, esasperato dalla dipendenza dalle droghe degli altri membri ed unendosi agli Iron Maiden; più o meno nello stesso periodo anche Thunderstick decise di abbandonare la band, a causa di screzi con Paul Samson. 
Nello stesso anno il batterista decise di fondare una sua band, chiamata appunto Thunderstick, insieme al cantante Vinnie Munro, ai chitarristi Neil Hay e Colin Heart e al bassista Ben K. Reeve. Sostituito Munro con la cantante Jodee Valentine, la band registrò nel 1983 l'EP Feel Like Rock N' Roll, seguito dall'album Beauty and the Beasts, registrato nel 1984, che ottenne un discreto successo. Dopo un radicale cambiamento nella formazione, la band registrò un secondo album, ma a causa di litigi tra i vari membri e di una perdita di interesse da parte del leader stesso, si sciolse nel 1988, e l'album non fu mai pubblicato. 
Thunderstick decise di prendersi una pausa dal mondo della musica, continuando a lavorare comunque come manager e produttore per vari gruppi. Solo nel 1999 fu invitato a prendere parte ad un concerto dei Samson come batterista a Tokyo, rientrando in esso in pianta stabile a partire dal 2000 e rimanendoci fino al 2002, anno dello scioglimento del gruppo a causa della morte del leader Paul Samson. Tutt'oggi Thunderstick gestisce un pub in Inghilterra, e talvolta torna ad esibirsi dal vivo, proponendo cover dei Samson e pezzi del suo gruppo storico.